# Huracán de tipo Cabo Verde

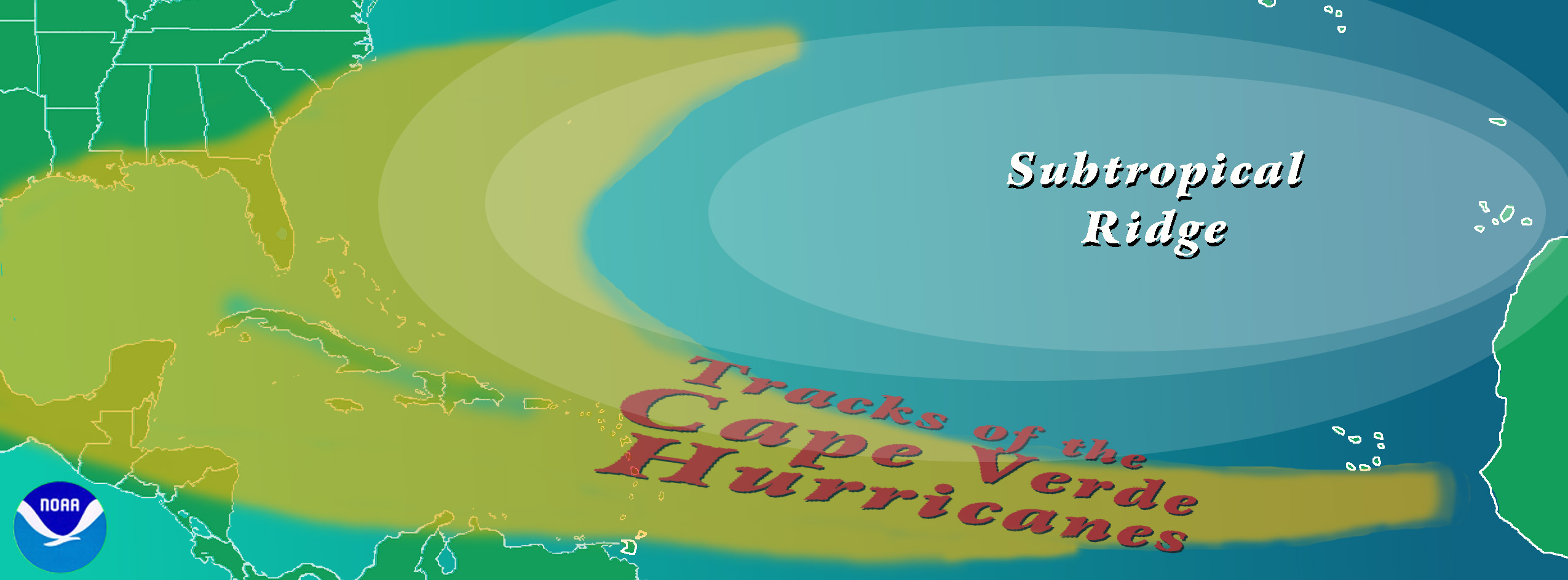
Trayectorias del huracán de tipo Cabo Verde

Un huracán de tipo Cabo Verde o huracán de Cabo Verde es un huracán del Atlántico que se origina en latitudes bajas en el Atlántico tropical a partir de una onda tropical que pasó sobre o cerca de las islas de Cabo Verde después de salir de la costa de África occidental. La temporada promedio de huracanes en el Atlántico tiene alrededor de dos huracanes de Cabo Verde, que a menudo son las tormentas más grandes e intensas de la temporada debido a que tienen mucho océano abierto y cálido sobre el cual desarrollarse antes de tocar tierra u otros factores que provoquen su debilitamiento. Una buena parte de las tormentas de Cabo Verde son grandes y algunas, como los huracanes Allen, Ivan, Dean e Irma, han establecido varios récords. La mayoría de los ciclones tropicales de mayor duración en la cuenca del Atlántico son huracanes de Cabo Verde. Si bien muchos se desplazan inofensivamente hacia el mar, algunos cruzan el mar Caribe y se adentran en el golfo de México, convirtiéndose en tormentas dañinas para las naciones del Caribe, América Central, México, las Bermudas, los Estados Unidos y, en ocasiones, incluso Canadá. Desde la década de 1970 se han puesto en marcha proyectos de investigación para comprender la formación de estas tormentas y su movimiento a través de la principal región de desarrollo.

## Origen
Antes de principios de la década de 1940, el término huracán de Cabo Verde se refería a las tormentas de agosto y principios de septiembre que se formaban al este de las cartas de superficie que se utilizaban en ese momento. Los huracanes de Cabo Verde suelen desarrollarse a partir de ondas tropicales que se forman en la sabana africana durante la temporada de lluvias y luego se desplazan hacia las estepas africanas. Las perturbaciones se desplazan frente a la costa occidental de África y se convierten en ciclones tropicales poco después de alejarse de la costa, dentro de los 10 a 15 grados de latitud, o entre 1.100 kilómetros (680 millas) y 1.600 kilómetros (990 millas), de las islas de Cabo Verde; esto comprende las latitudes tropicales al este del meridiano 40 oeste.

## Investigación
Veinte países participaron en el proyecto de investigación GATE en 1974, donde el avión Douglas DC-6 examinó las ondas tropicales que generaban huracanes en Cabo Verde. En 2006, hubo un proyecto de investigación de dos meses conocido como NAMMA-06 (abreviatura de Actividades multidisciplinarias del monzón africano de la NASA) que llevó aviones Douglas DC-8 a perturbaciones de plántulas en el Atlántico oriental que tenían el potencial de convertirse en huracanes de Cabo Verde.